# Les Croods
Série
Les Croods 2 : Une nouvelle ère
(2020)
Pour plus de détails, voir Fiche technique et Distribution.
Les Croods (The Croods) est un film d'animation américain écrit et réalisé par Chris Sanders et Kirk DeMicco, produit par le studio DreamWorks Animation, sorti en 2013.
Le film met en scène une famille préhistorique obligée d'entreprendre son premier long périple à la suite de l'éboulement de sa caverne. Ils y feront la connaissance d'un jeune nomade qui bouleversera leur mode de vie.
Une suite est sortie en 2020 : Les Croods 2 : Une nouvelle ère.

## Synopsis
Eep est la fille aînée d'une famille d'hommes des cavernes vivant et chassant à l'époque préhistorique, les Croods. Elle est l'une des rares à survivre, principalement en raison des règles strictes imposées par le père surprotecteur, Grug. Tous les soirs dans leur grotte, il raconte une histoire à la famille, qui implique sa femme Ugga, sa fille Sandy, son fils Thunk et sa belle-mère Gran. Il utilise la situation d'un personnage reflétant la nature curieuse d'Eep afin de les avertir que l'exploration de « nouvelles choses » constitue une menace pour leur survie, et dit « Ne jamais avoir PAS peur ! ». Cela irrite Eep qui s'ennuie de ne jamais pouvoir sortir de la caverne et qui rêve de découvrir le monde. Pendant que les Croods dorment, voyant une lumière se déplaçant à l'extérieur, elle quitte la grotte en pleine nuit, sans que personne s'en aperçoive.
Cherchant la source de la lumière, elle rencontre Guy, un jeune nomade. Elle commence par l’attaquer, mais devient fascinée par ce qu'elle croit être le soleil, qui est en réalité le feu. Il lui parle alors de sa théorie selon laquelle le monde touche à sa « fin » et lui demande de partir avec lui. Elle refuse et Guy la quitte en lui donnant un coquillage qui lui permettra de l'appeler si elle a besoin d'aide. Eep est ensuite surprise par Grug (qui était parti à sa recherche) qui décide de la priver de sortie. En la ramenant à la maison au lever du jour, ils sont rejoints par le reste de la famille. Eep leur raconte alors sa rencontre avec Guy et leur montre le coquillage qu'il lui a donné en soufflant dedans. Mais les Croods le détruisent immédiatement après, craignant les « nouvelles choses ». Alors que son père décide de la priver de sortie pour le reste de sa vie, un tremblement de terre se produit. Toute la famille se précipite vers la caverne mais celle-ci est détruite par un éboulement. Ils découvrent alors un paysage à la végétation luxuriante, très différent de leur milieu habituel très rocheux. Après avoir été contraints de sauter dans la forêt pour échapper à l'attaque d'un Hibours, les Croods se mettent à la recherche d'une nouvelle grotte.
La famille est poursuivie par un « Macawnivore » et attaquée par un essaim de Piranherruches. Dans la panique, Eep trouve une corne semblable au coquillage que lui avait donné Guy et souffle dedans pour l'appeler. Guy entend le signal de détresse et se précipite vers elle. Il crée alors une torche de feu qui effraie les oiseaux. Les autres membres de la famille sont captivés par le feu, ne l'ayant jamais vu auparavant (comme Eep précédemment). Ils volent le flambeau de Guy et enflamment accidentellement la terre autour d'eux. Un maïs géant est également allumé, s'envolant vers le ciel et provoquant un feu d'artifice. Le lendemain, Eep réussit à convaincre son père de garder Guy avec la famille pour les aider à trouver une nouvelle caverne. Il décide alors de l'emprisonner dans un tronc d'arbre creux puis suggère aux autres Croods de se diriger vers une montagne à deux pics montrée par Guy.
Après une tentative de chasse infructueuse de Grug et Thunk, Guy propose à Eep d'aller chasser à sa manière, c'est-à-dire en construisant une marionnette pour attirer un Poisson-dinde vers un piège qu'il a tendu. Après une capture couronnée de succès, les Croods dévorent goulûment l'animal, étant donné qu'ils ne mangent pas souvent dans leur vie quotidienne. Grug raconte ensuite une de ses histoires moralisantes (toujours sur la même trame), en faisant référence aux événements de la journée. Guy raconte alors une autre histoire parlant d'un paradis qu'il appelle « Demain ».
Le lendemain, la famille atteint un chemin recouvert de rochers pointus que Grug, Thunk, et Gran tentent de traverser sans succès. Libéré de son tronc, Guy leur présente une de ses inventions : les chaussures. Il use de toutes les ressources qu'il peut trouver pour chaque membre de la famille, ce qui lui permet de gagner du respect de la part des autres, sauf celle de Grug, qui en devient jaloux. Alors que tout le monde se retrouve séparé dans un labyrinthe, Ugga, Gran et Sandy trouvent l'idée de se cacher sous des fleurs afin de passer sans encombre un champ de plantes carnivores géantes. Thunk se lie d'amitié avec un "chicodile" qu'il nomme Douglas. Et Eep et Guy se rapprochent de plus en plus. Mais Grug est bloqué dans un ravin, forçant Ugga à venir le chercher. Le lendemain, Grug montre aux Croods et Guy certaines de ses idées (comme une ceinture, un véhicule, un instantané avec une pierre plate...) qui échouent et l'humilient. Ils atteignent bientôt la montagne où Grug est incapable de convaincre sa famille que se cacher dans une grotte est la meilleure option. Furieux, il pourchasse Guy. Les deux se retrouvent coincés dans une couche de goudron et Guy lui révèle que sa famille est morte noyée dans une situation similaire et que les derniers mots de ses parents ont été « Ne te cache pas. Vis. Suis le soleil. Il te mènera jusqu'à Demain ». Grug change d'avis au sujet de Guy, qui réussit à les libérer en trompant le Macawnivore.
Alors qu'ils sont sur le point d'atteindre leur destination, un tremblement de terre ouvre un ravin profond, leur bloquant la route. Grug montre à sa famille qu'il a changé, ne veut plus qu'elle se cache dans une caverne, jette chacun d'entre eux de l'autre côté du ravin et se réconcilie avec Eep en lui faisant un câlin. Après l'avoir jetée à son tour de l'autre côté, il se réfugie dans une grotte et réussit à faire une torche. Il décide de peindre sur un mur toute sa famille incluant Guy courant avec Eep. Il rencontre alors le Macawnivore qui l'attaque en éteignant sa torche. Mais ayant tous les deux peur, ils soufflent dessus pour la rallumer. Entendant le signal de détresse de sa famille et voyant que la terre sur laquelle il est isolé est menacée par une éruption volcanique, il a l'idée d'utiliser un grand squelette. Il parvient à attirer les piranherruches et à les coller sur le squelette avec du goudron préalablement étalé dessus. Sur le chemin, Grug récupère Douglas et plusieurs autres animaux et parvient à survoler le ravin et à rejoindre les Croods. Puis il serre tout le monde dans ses bras et accueille Guy au sein de la famille.
Les Croods s'installent avec les animaux dans un environnement paradisiaque que Guy appelle Demain. Grug devient moins protecteur et laisse sa famille être plus aventureuse et prendre des risques, au plus grand bonheur de tous.

## Personnages
- Eep : âgée de 18 ans, fille aînée de la famille Croods. Intrépide, aventureuse et rebelle, elle rêve de découvrir le monde et désapprouve totalement les règles imposées par son père, Grug. Une nuit, elle rencontre Guy, jeune homme dont elle finit par tomber amoureuse, au grand dam de son père.
- Grug : père de la famille, il impose une règle simple mais stricte, au grand dam de sa fille : rester jour et nuit dans la caverne pour s'abriter de tous les dangers extérieurs, si ce n'est pour chasser pour le petit-déjeuner. Pour lui, tout ce qui est nouveau est mauvais. Tous les soirs, il raconte la même histoire dans laquelle une personne aventureuse et curieuse se fait tuer en tombant sur quelque chose de nouveau.
- Ugga : femme de Grug. Attentionnée, elle veille au respect des règles, au bien être et à la propreté de la famille, notamment en imposant un lavage complet tous les soirs de pleine lune.
- Thunk : âgé de 9 ans, frère d'Eep, il est tout le contraire de sa sœur. Malgré son grand cœur, c'est un enfant maladroit et peureux qui a besoin de son père et qui respecte scrupuleusement les règles inscrites sur les murs de la caverne.
- Sandy : bébé de la famille, qui derrière son air gentil car derrière cela, cache des dents bien crochues et un grand instinct infantile de chasseur.
- Gran : grand-mère de la famille, octogénaire, elle possède un manteau en peau de reptile et marche avec un bâton. C'est la mère d'Ugga et la belle-mère de Grug, qui ne pense qu'à une seule chose : la voir mourir.
- Guy : jeune nomade isolé, Guy a perdu sa famille quand il était petit. Les derniers mots que ses parents ont pu lui dire sont : « Ne te cache pas. Vis. Suis le Soleil. Il te mènera jusqu'à Demain ». Depuis, il survit avec tout un tas d'inventions, notamment le feu et les chaussures. Il est accompagné d'un animal de compagnie : Belt[2], un jeune paresseux qui vit autour de sa taille pour lui servir de ceinture et qui l'aide à ne pas se sentir seul. Quand il fait la connaissance d'Eep, et ensuite de toute sa famille, il est très surpris mais réussit finalement à leur faire comprendre ce que c'est que changer d'ère et à les emmener jusqu'à Demain, ce qui a le don de rendre heureuse Eep, mais d'énerver Grug.

## Fiche technique
- Titre original : The Croods
- Titre français : Les Croods
- Réalisation et scénario : Chris Sanders et Kirk DeMicco
- Directeurs artistique : Paul Duncan et Dominique Louis
- Décors : Christophe Lautrette
- Montage : Darren T. Holmes et Eric Dapkewicz
- Musique : Alan Silvestri
- Photographie : Yong Duk Jhun
- Producteurs : Kristine Belson et Jane Hartwell
- Société de production : DreamWorks Animation
- Société de distribution : 20th Century Fox
- Pays de production :  États-Unis
- Langue originale : anglais
- Format : couleur -  2.39:1 - son Dolby Digital
- Genre : animation, comédie
- Durée : 98 minutes
- Budget : 135-175 000 000 $[3]
- Dates de sortie :
  -  Allemagne : 15 février 2013 (63e Festival de Berlin)[4]
  -  États-Unis : 22 mars 2013
  -  France : 10 avril 2013
- Source : IMDb[5]

## Distribution

### Voix originales
- Emma Stone : Eep
- Nicolas Cage : Grug
- Ryan Reynolds : Guy
- Catherine Keener : Ugga
- Chris Sanders : Belt
- Clark Duke : Thunk
- Cloris Leachman : Gran
- Randy Thom : Sandy

### Voix françaises
- Bérengère Krief : Eep
- Dominique Collignon-Maurin : Grug
- Kev Adams : Guy
- Françoise Vallon : Ugga
- Benjamin Bollen : Thunk
- Colette Vehnard : Gran

Source : Version française sur AlloCiné et AlloDoublage

### Voix québécoises
- Véronique Marchand : Eep
- Benoît Rousseau : Grug
- Martin Watier : Guy
- Nathalie Coupal : Ugga
- Gabriel Lessard : Thunk
- Élisabeth Chouvalidzé : Gran

Source : Version québécoise sur Doublage.qc.ca

## Box-office
| Pays ou région | Box-office        | Date d'arrêt du box-office | Nombre de semaines |
| -------------- | ----------------- | -------------------------- | ------------------ |
| États-Unis     | 187 168 425 $,    | 19 septembre 2013          | 26                 |
| France         | 2 350 349 entrées | 13 août 2013               | 18                 |
| Monde          | 587 204 668 $     | 21 octobre 2013            | -                  |

## Origine et production

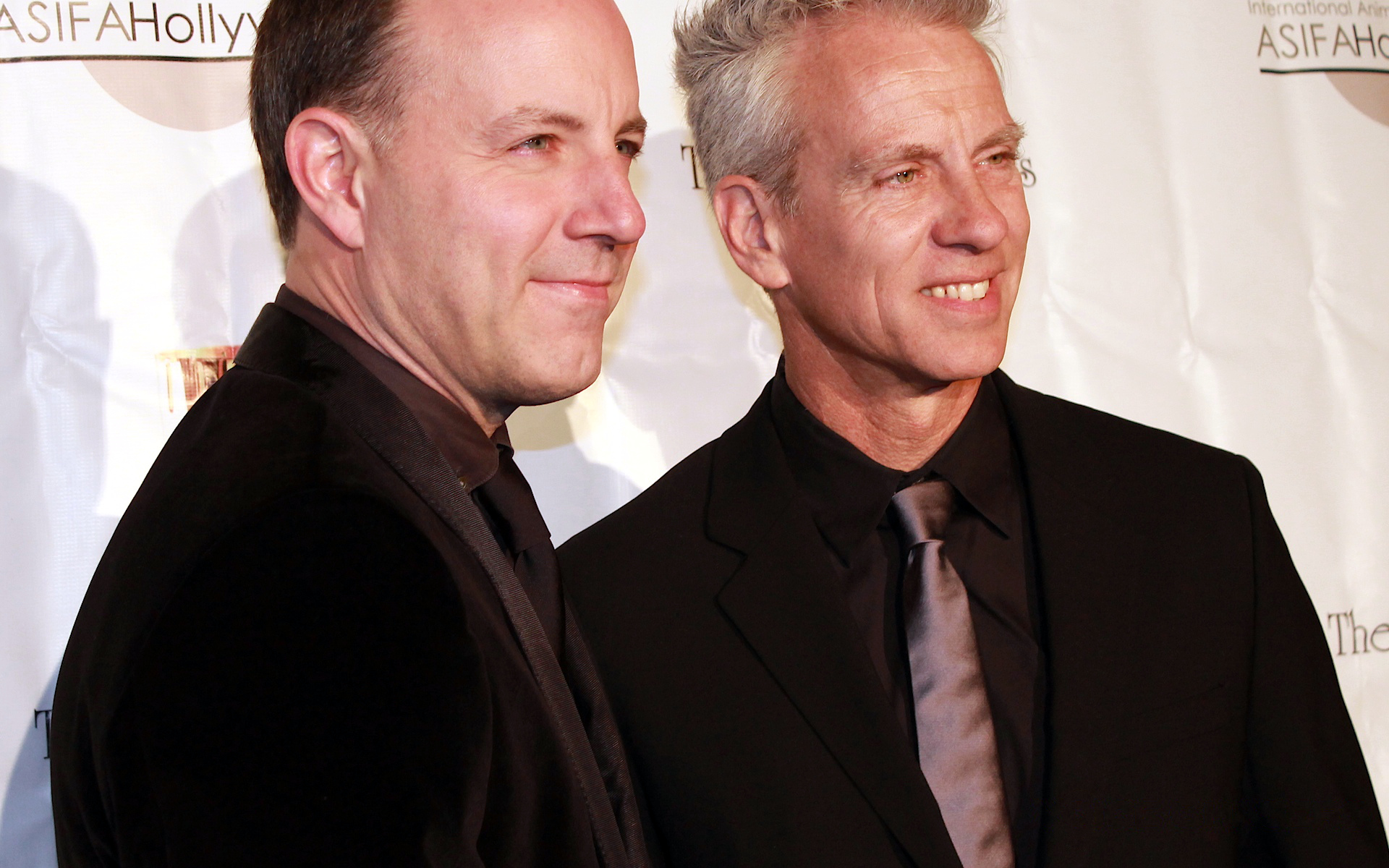
Les co-réalisateurs et co-scénaristes des Croods: Kirk DeMicco et Chris Sanders aux 41èmes Annual Annie Awards en 2014.

L'idée de faire Les Croods remonte à 2005. À l'origine, l'histoire se basait sur deux personnages créés par Kirk DeMicco et John Cleese (des Monty Python), Guy et Grug, Grug étant « un père de famille à l'époque préhistorique effrayé par la modernité »,.
En 2007, à l'initiative de John Cleese, Chris Sanders rejoint le projet, et tout s'accélère en termes de design. Pour lui (c'est son premier film en tant que coréalisateur), il était important d'intégrer au film le thème de la famille. C'est pourquoi la figure paternelle de Grug a été conservée comme élément central de l'histoire tout en lui ajoutant une grande famille.

## Analyse
- Le cri d'Eep lorsqu'elle essaye les chaussures peut faire penser à celui fait par les acteurs des publicités pour l'entreprise Zalando. La scène fait d'ailleurs l'objet d'une parodie[13].
- Le squelette que Grug utilise pour sauver les animaux d'une mort certaine est une possible référence à l'Arche de Noé.

## Distinctions

### Récompenses
- Annie Awards 2014 :
  - Meilleurs effets animés dans un film d'animation pour Jeff Budsberg, Andre Le Blanc, Louis Flores et Jason Mayer
  - Meilleure animation de personnage dans un film d'animation pour Jakob Jensen
  - Meilleur design de personnage pour Carter Goodrich, Takao Noguchi et Shane Prigmore

### Nominations
- Washington D.C. Area Film Critics Association Awards 2013 : meilleur film d'animation
- Critics' Choice Movie Awards 2014 : meilleur film d'animation
- Golden Globes 2014 : meilleur film d'animation
- Oscars du cinéma 2014 : meilleur film d'animation
- Satellite Awards 2014 :
  - Meilleur film d'animation
  - Meilleurs effets visuels

## Suite
Le studio DreamWorks Animation a confirmé une suite au film, au vu du succès de ce dernier : Les Croods 2 : Une nouvelle ère. Il est annoncé que Chris Sanders et Kirk DeMicco restent au poste de réalisateurs et que Nicolas Cage, Emma Stone et Ryan Reynolds reprennent leurs rôles, et une date est fixée. Le projet est cependant annulé en novembre 2016, puis de nouveau reconfirmé en septembre 2017 pour une sortie prévue en 2020.